# Иван Колокотронов
Иван Досев Христов Колокотронов или Калгатронов или Колокотронкин е български революционер, деец на Вътрешната македоно-одринска революционна организация.

## Биография
Колокотронов е роден в 1880 година в костурското село Загоричани, тогава в Османската империя, днес в Гърция. Присъединява се към редовете на ВМОРО заедно с брат си Филип, посветен в Зелениче. По време на Илинденско-Преображенското въстание през лятото на 1903 година е знаменосец на Загорицката чета. Сражава се заедно с отряда на Васил Чекаларов и Иван Попов. Спасява загорицкото знаме от попадане в турски ръце.
Загива на 7 април 1905 година в сражение с гръцки андарти по време на Загоричанското клане.
На 4 март 1943 година вдовицата му Хриса, родом от Загоричани, на 67 години, жителка на Русе, подава молба за българска народна пенсия, която е одобрена и пенсията е отпусната от Министерския съвет на Царство България.